# Edat Caòtica
L'Edat Caòtica és un terme de l'obra El Cànon Occidental, del crític nord-americà Harold Bloom. Fa referència a la teoria de la història del filòsof italià Giambattista Vico. En l'esquema del desenvolupament de la civilització de Vico, a la conclusió de l'època precedent, anomenada Edat Democràtica, tindria lloc conflicte i una recaiguda en la teocràcia, iniciant una segona Edat Teocràtica. Harold Bloom fa servir el terme per definir la nostra època literària actual. Hi inclou obres recomanades dels segles XX i XXI. És la part més variada del cànon, amb diferents llengües i estils. Per primer cop apareixen títols de la literatura en català. Les obres més rellevants que hi apareixen són:

## Obres llistades per Harold Bloom

### Catalunya
- La poesia de Carles Riba i J.V.Foix
- Històries naturals de Joan Perucho
- L'obra de Mercè Rodoreda
- Els poemes de Pere Gimferrer i Salvador Espriu

### Itàlia
- Les obres de Luigi Pirandello
- Maia de Gabriele d'Annunzio
- Il Gattopardo de Giuseppe Tomasi di Lampedusa
- Els poemes de Dino Campana i Pier Paolo Pasolini
- L'obra completa d'Eugenio Montale i Cesare Pavese
- Els escrits de Primo Levi
- Les confessions de Zvevo d'Italo Svevo
- Lessico famigliare (1963), de Natalia Ginzburg. Traducció catalana: Vocabulari familiar; Biblioteca A tot vent, 280 (Edicions Proa)
- 1934 d'Alberto Moravia
- L'obra completa d'Italo Calvino
- Els poemes d'Andrea Zanzotto i Salvatore Quasimodo

### Espanya
- Les novel·les de Miguel de Unamuno
- La poesia d'Antonio Machado, Juan Ramón Jiménez i Pedro Salinas
- Els poemes de Jorge Guillén i Vicente Aleixandre
- L'obra completa de Federico García Lorca
- La poesia de Rafael Alberti, Luis Cernuda i Miguel Hernández
- L'obra de Blas de Otero i Juan Goytisolo
- La colmena de Camilo José Cela

### Portugal
- L'obra de Fernando Pessoa (incloent tots els heterònims)
- La poesia de Sophia de Mello Breyner, Jorge de Sena i Eugénio de Andrade
- L'obra de José Saramago i Jose Cardoso Pires

### França
- A la recerca del temps perdut, de Marcel Proust
- La poesia d'André Gide, René Char i André Breton
- Voyage au bout de la nuit de Louis-Ferdinand Céline
- L'obra de Jean Genet i Alfred Jarry
- La Machine infernale de Jean Cocteau
- Mount Analogue de René Daumal
- Blau de lluna, de Georges Bataille
- Els poemes de Paul Valéry, Paul Éluard i Louis Aragon
- Les obres existencialistes de Jean-Paul Sartre
- Manifest dadà de Tristan Tzara

### Gran Bretanya i Irlanda
- Poesia completa de W.B. Yeats
- Pigmalió de George Bernard Shaw
- Obres completes de Thomas Hardy
- Els contes i novel·les breus de Rudyard Kipling
- Lord Jim i Nostromo de Joseph Conrad
- Els contes de Saki
- Les novel·les de ciència-ficció de H. G. Wells
- Poemes d'Edwin Muir i Robert Graves
- L'obra completa de Virginia Woolf
- Ulisses i Finnegan's Wake de James Joyce

### Alemanya
- Poesia de Rainer Maria Rilke
- L'obra completa de Franz Kafka
- La muntanya màgica de Thomas Mann
- Berlin Alexanderplatz d'Alfred Döblin
- L'home sense atributs de Robert Musil
- El timbal de llauna de Günter Grass

### En llengua serbo-croata
- El pont sobre el riu Drina d'Ivo Andric
- Poesia de Vasko Popa
- Grobnica za Borisa Davidoviča, de Danilo Kis